# Pinus balfouriana
Pinus balfouriana är en tallväxtart som beskrevs av John Hutton Balfour. Pinus balfouriana ingår i släktet tallar, och familjen tallväxter. Inga underarter finns listade i Catalogue of Life.
Arten förekommer i USA i delstaterna Kalifornien och Oregon. Den växer i bergstrakter mellan 1600 och 3700 meter över havet. Pinus balfouriana ingår i öppna trädgrupper i klippiga områden. Andra träd som hittas på samma ställen är Pinus albicaulis och Juniperus occidentalis. Arten har en långsam utveckling. De äldsta exemplaren antas vara 2000 år gamla.
Framtida hot mot beståndet kan vara klimatförändringar och bränder. De enskilda skogarna är inte större än 4km2. IUCN listar arten som nära hotad (NT).

## Bildgalleri

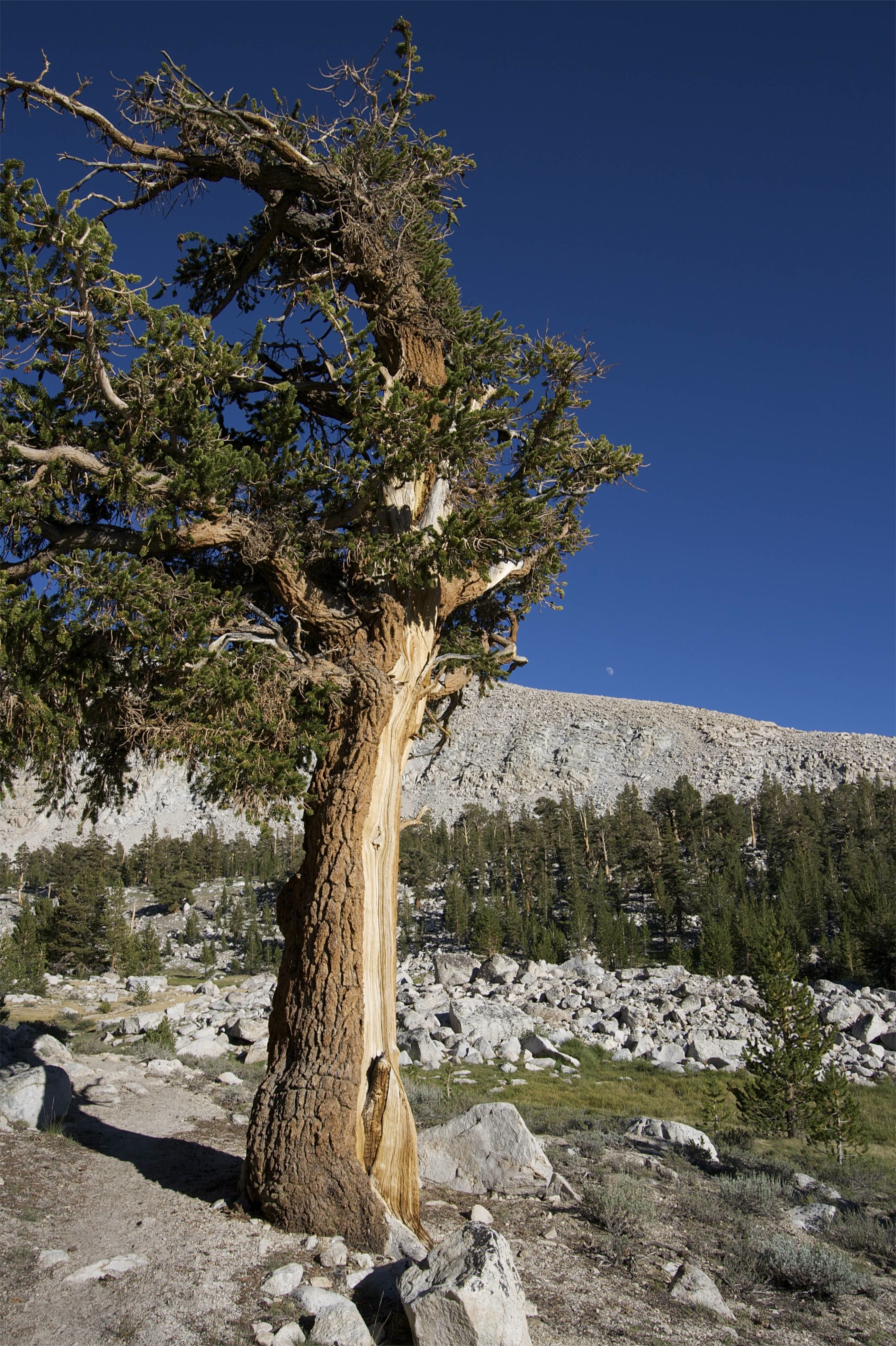
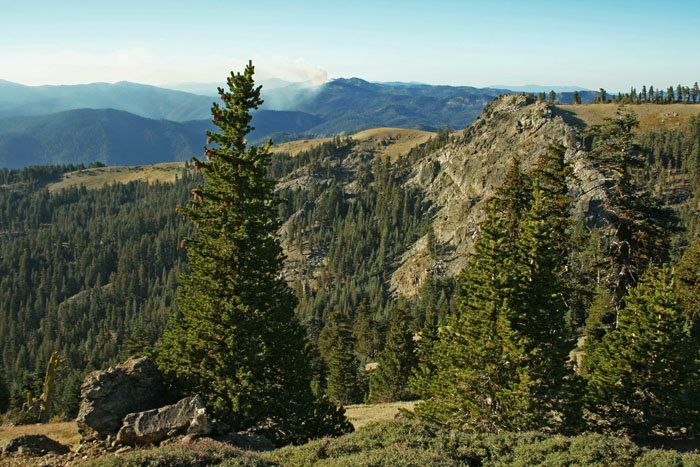
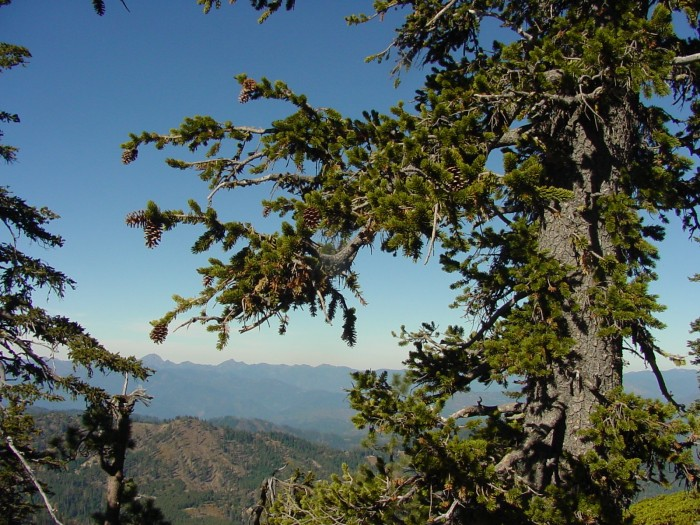
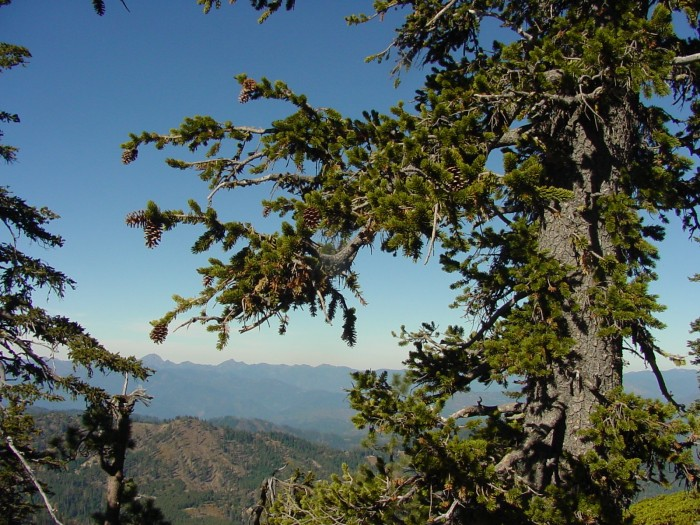
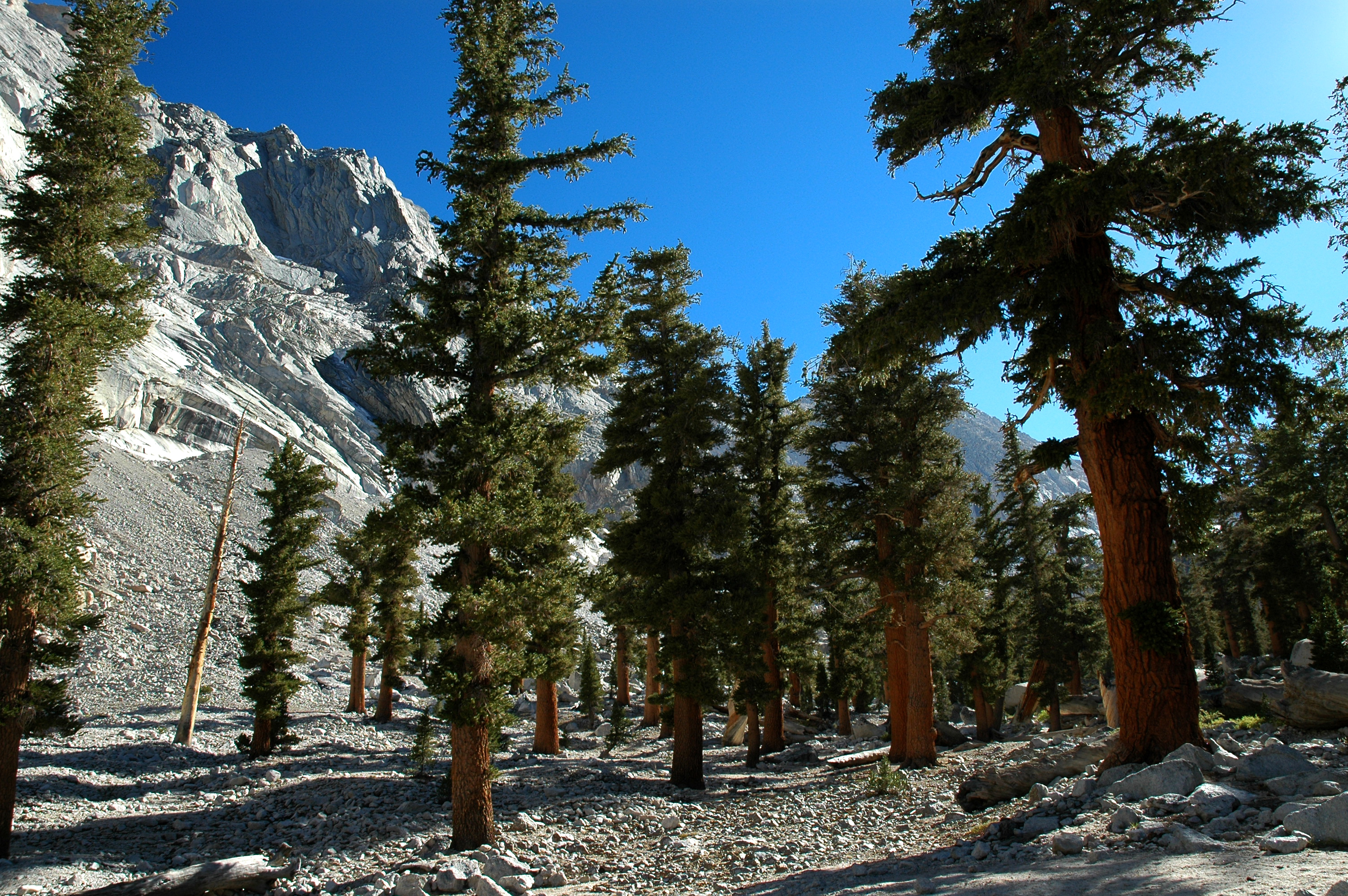
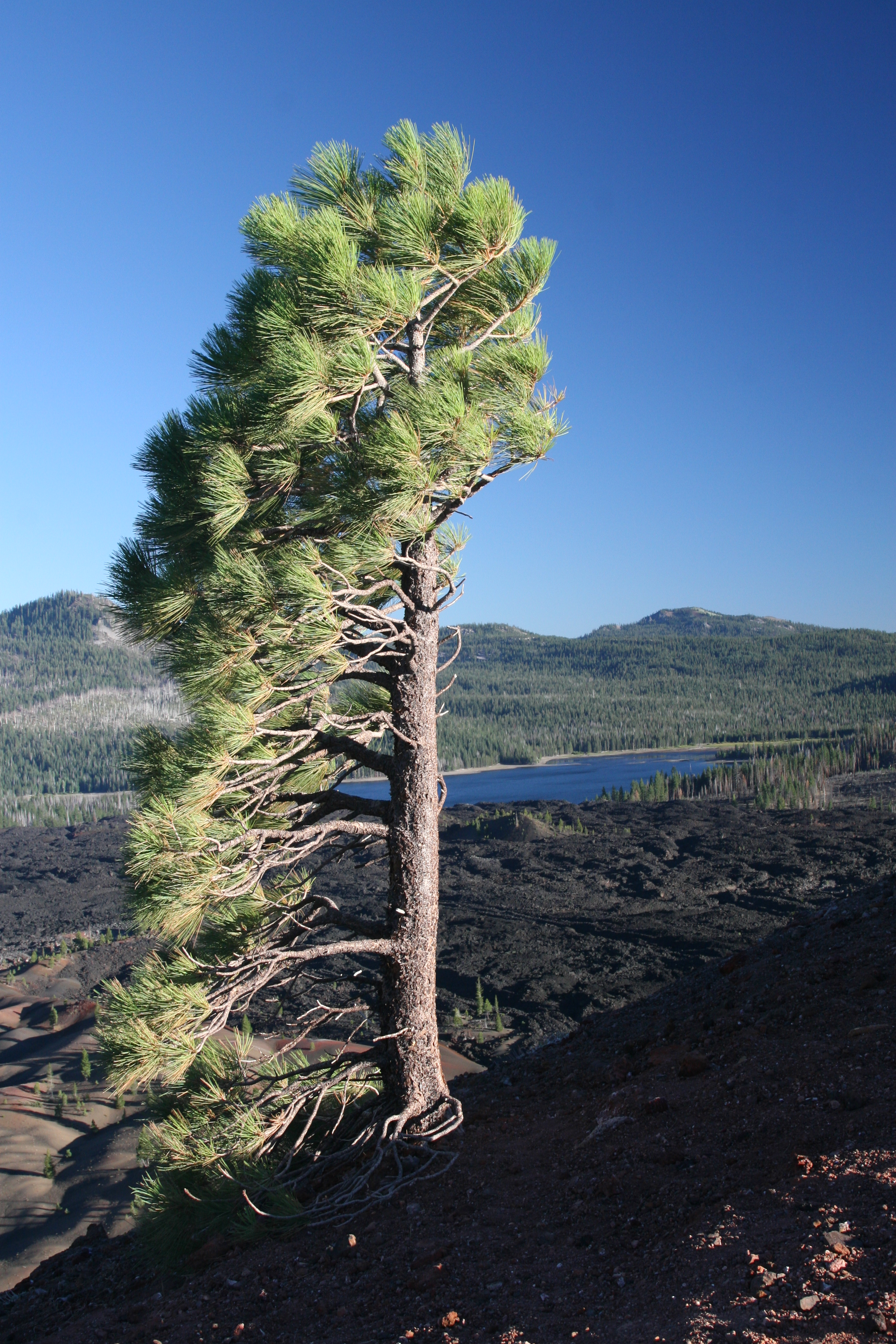